# Xavier Terrasa García
Xavier Terrasa García (Calviá, Baleares, 1979) es un escritor, investigador y divulgador español.

## Biografía
És licenciado en Historia por la Universidad de Barcelona (UB) (2003) y Máster en Gestión Cultural por la Universidad Abierta de Cataluña (UOC) (2021). Sus trabajos se han centrado en la investigación y divulgación del patrimonio histórico de Mallorca, centrándose especialmente en Palma y Calviá.
Su trabajo alrededor del patrimonio histórico comenzó en el año 2000, participando en diversas campañas de excavación en los yacimientos arqueológicos del Túmulo de Son Ferrer y el Puig de sa Morisca, ambos ubicados en el municipio de Calviá.
Desde 2006 trabaja como gestor cultural de ARCA (Associació per a la Revitalització dels Centres Antics).

## Obras

### Libros
- Aproximació a la finca pública de Galatzó. Calviá: Ayuntamiento de Calviá, 2008 ISBN 84-95065-22-3[3] (en catalán)
- Calvià : Imágenes del pasado. Madrid: Ediciones Amberley, 2009 ISBN 978-84-936930-08
- Calvià a través del tiempo. Madrid: Ediciones Amberley, 2010 ISBN 978-84-92734-23-8
- Guia del patrimoni històric al recorregut del tram tren Manacor-Artà. Gobierno de las Islas Baleares, 2011 DL PM 1033-2011[4]
- Viatge històric per Calvià. Calviá : Ayuntamiento de Calviá, 2011 ISBN 978-84-95065-36-0 (Premio Rei En Jaume de Investigación 2010)
- El patrimonio desaparecido de Palma. Madrid: Temporae, 2011 ISBN 978-84-939440-2-5
- Así era El Molinar. Madrid: Temporae, 2012 ISBN 978-84-939440-8-7
- Palma. Ayer y hoy de su patrimonio. Madrid: Flashback Ediciones, 2013 ISBN 978-84-941768-2-1
- Història del futbol a la vila de Calvià. Calviá: Ayuntamiento de Calviá, 2015 DL PM 150-2016
- Així era el Terreno : Imatges d'ahir. Palma: Illa Edicions, 2017 ISBN 978-84-947890-0-7
- El carrer dels Oms : De tallers de manufactura a comerciants. Palma: Documenta Balear, 2021 ISBN 978-84-18441-46-2[5]

### Artículos
Además, ha sido ponente habitual de las Jornadas de Estudios Locales de Calviá con las siguientes comunicaciones:
- Els ingressos parroquials al segle XIX (I Jornadas de Estudios Locales, 2003)
- Viatgers a Calvià al segle XVIII (II Jornadas de Estudios Locales, 2008)
- Els molins de Calvià (III Jornadas de Estudios Locales, 2017)
- L'intent d'arribada del ferrocarril a Calvià: un projecte frustrat (V Jornadas de Estudios Locales, 2021)